# Tendenslitteratur
Med tendenslitteratur menas litteratur inom olika genrer som för fram olika åsikter. Den kan beröra till exempel politiska, estetiska, religiösa och moraliska frågor. Inom litteraturhistoria syftar termen ofta på de realistiska romanernas uppgörelse med romantikens syn på litteratur och har knutits till verk med en samhällskritisk tendens. Ett exempel är Carl Jonas Love Almqvists Det går an. Georg Brandes, en av det moderna genombrottets förgrundgestalter, främjade tendenslitteratur genom att lyfta fram tendenslitteratur och uppmana författare att "sätta problem under debatt".